# Саютина, Александра Вадимовна
Александра Вадимовна Саютина (род. 14 мая 2001 года в Москве) — российская конькобежка, 3-кратная чемпионка и многократная призёр чемпионата России. Победитель Кубка России на 1000 метров. Мастер спорта России (2017). Выступает за ГБУ СК "Московской академии зимних видов спорта" (Москва).

## Биография
Александра родилась в семье знаменитых спортсменов-конькобежцев. Её отец Заслуженный тренер России Вадим Саютин и мать, олимпийская чемпионка Светлана Бажанова. С раннего детства Саша была на льду и начинала, как фигуристка в одиночном катании. В сезоне 2015/2016 заняла 4-е место на этапе Кубка России и стала 15-й на чемпионате страны. В возрасте 16 лет она была в одной из лучших своих форм, но из-за моральной усталости, а также конфликта с тренером решила оставить фигурное катание. В 2017 году Александра пришла в конькобежный спорт и стала тренироваться под руководством своего отца в ГБУ СК "Московской академии зимних видов спорта".
Успехи стали приходить сразу. Уже в ноябре 2017 года Александра стала третьей на первенстве Москвы среди юниоров как в многоборье, так и в спринте. Тогда же стала участвовать на первенстве России среди юниоров. В феврале 2020 года на VI зимней Всероссийской Универсиаде заняла дважды 2-е места в командной гонке и командном спринте, а в ноябре на чемпионате России на отдельных дистанциях впервые стала чемпионкой страны в командном спринте. В марте 2021 года на чемпионате России в классическом многоборье заняла 8-е место.
В сезоне 2021/2022 она стала пятой в многоборье на чемпионате страны и в декабре 2022 года на чемпионате России на отдельных дистанциях выиграла "золото" в командной гонке и "серебро" в забеге на 1000 метров, уступив только Ангелине Голиковой. В феврале 2023 года в финале Кубка России завоевала золотую медаль в забеге на 1000 метров, а в марте на IV Спартакиаде молодежи России стала 5-кратной чемпионкой, победив на дистанциях 500, 1000, 1500, 3000 метров и в командном спринте. В декабре 2023 года на очередном чемпионате России на отдельных дистанциях Александра завоевала серебряные медали на дистанции 1500 метров, в командной гонке преследования и бронзовую в масс-старте. 
В январе 2024 года на чемпионате России в классическом многоборье выиграла серебряную медаль, а в феврале на II Всероссийской Спартакиаде сильнейших она стала чемпионкой в забегах на 1500, 3000 метров, в командной гонке и заняла 2-е место в беге на 1000 метров. Через несколько дней участвовала на VIII зимней Всероссийской Универсиаде, где выиграла "золото" в забеге на 1000 метров. В сезоне 2024/2025 на чемпионате России на отдельных дистанциях стала чемпионкой в масс-старте, серебряным призёром в забегах на 1000 и 3000 метров, а также бронзовым призёром в командной гонке.  

## Личная жизнь
Александра Саютина обучалась в ГЦОЛИФК на кафедре теории и методики конькобежного спорта, фигурного катания на коньках и кёрлинга.